# 줄무늬털코박쥐
줄무늬털코박쥐(Mimon crenulatum)는 주걱박쥐과(신세계잎코박쥐류)에 속하는 남아메리카와 중앙아메리카 박쥐의 일종이다. 브라질과 콜롬비아, 에콰도르, 프랑스령 기아나, 기아나, 수리남 그리고 베네수엘라에서 발견된다.